# Amit Goswami

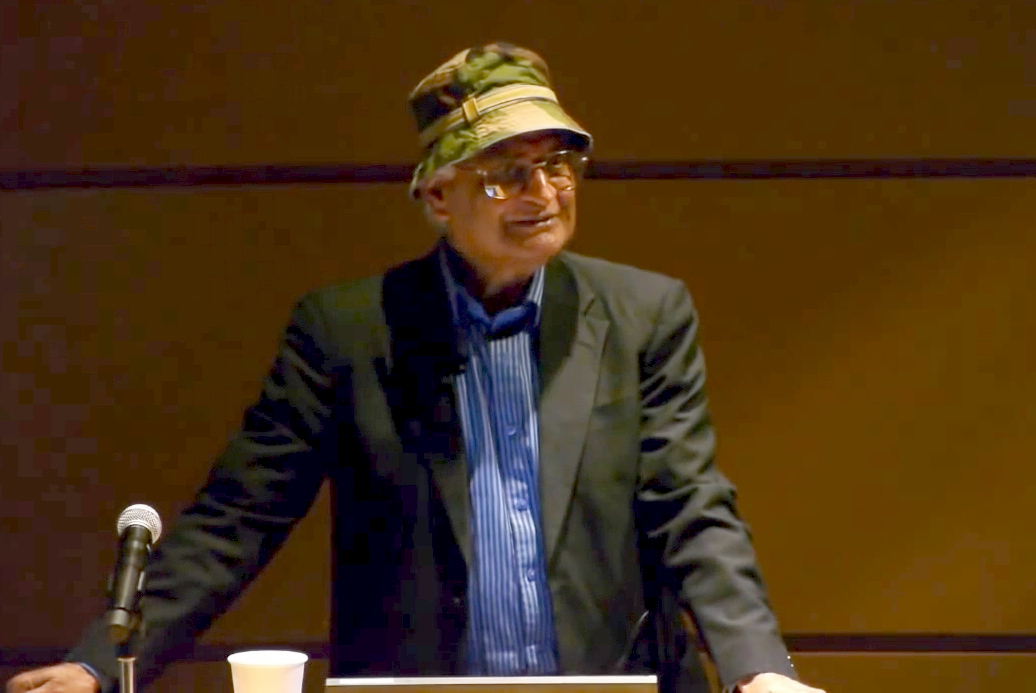
2013

Amit Goswami (India, 4 november 1936) is een (gepensioneerd) Indiaas-Amerikaanse professor in de theoretische natuurkunde met een focus op de verbinding tussen kwantumfysica en het bewustzijn.

## Biografie
Amit Goswami groeide op in India. Hij studeerde af in 1964 aan de Universiteit van Calcutta (nu Kolkata) als doctor in de kwantumfysica. Sinds 1968 werkte hij in de Verenigde Staten als professor aan de Universiteit van Oregon. Na zijn pensionering in 2003, begon hij zich te wijden aan de studie van parapsychologie. Hij nam daarin de rol aan van "kwantumactivist" om zijn theorieën over het verbinden van wetenschap met bewustzijn te promoten. Hij leeft in Eugene, Oregon (VS), met zijn vrouw Maggie Goswami, die samen met hem het boek "Cosmic Dancers: Exploring the Physics of Science Fiction" schreef.

## Werken
Amit Goswami heeft 21 artikelen gepubliceerd in de kwantumfysica. Hij heeft daarnaast een groot aantal artikelen geschreven in medische, economische en psychologische tijdschriften. Goswami toont in zijn artikelen hoe de relatie tussen bewustzijn en de fysieke wereld met behulp van de kwantumfysica zowel theoretisch als empirische wetenschap kan worden onderzocht.
Goswami is de auteur van het leerboek "Quantum Mechanics" dat als standaardwerk wereldwijd wordt gebruikt in opleidingen over kwantummechanica. Hij werd echter vooral bekend van zijn boek "The Self-Aware Universe: How Consciousness Creates the Material Universe", uitgebracht in 1993. In dit boek streeft hij naar een combinatie van kwantumfysica en spiritualiteit (kwantummystiek). Hij verscheen ook in de film "What the Bleep do we (k)now!?".

## Opvattingen
De theorieën die Goswami ontwikkelde sinds de jaren tachtig zijn onder meer geïnspireerd door Advaita Vedanta en de filosofie. Hij stelt het monistisch idealisme als uitbreiding van de wetenschap voor. Hierbij wordt aan de wetenschap een systeem van filosofisch idealisme toegevoegd met de nadruk op één oppergezaghebber (God of de Natuur). Deze uitbreiding wordt door critici gezien als overbodig, omdat de psychologie de ontbrekende menselijke fenomenen al zou kunnen of zou moeten verklaren.
Amit Goswami is lid van het Institute of Noetic Sciences, een Amerikaanse instelling die het verband tussen de innerlijke werelden van mensen en de gedeelde realiteit probeert te doorgronden. Hij is een pleitbezorger voor de vervanging van het materialisme door het bewustzijn als de basis van de wereld en streeft naar een combinatie van kwantumfysica en spiritualiteit (kwantummystiek). Critici op de kwantummystiek beargumenteren dat een mathematische beschrijving van bewustzijn ook kan worden bereikt via andere theorieën dan de kwantumfysica.
Volgens Goswami kan het neodarwinisme uitgebreid worden met kwantumevolutie (toepassing van de quantummechanica op de evolutieleer) om zo enkele bestaande controverses op te lossen en beter inzicht te geven in de aard van het leven zelf. Daarbij stelt hij de vraag of bewustzijn directe mutaties of variaties in fenotype kan veroorzaken.